# Station Ychoux
Station Ychoux is een spoorwegstation in de Franse gemeente Ychoux.